# Équipe de Saint-Marin de futsal FIFA
Maillots
L'équipe de Saint-Marin de futsal est la sélection nationale de futsal de la Fédération de saint-Marin de Football de l'équipe qui représentent Saint Marin dans les différentes compétitions officielles ou lors matches amicaux réservés aux équipes nationales.

## Historique
Fondée officiellement en 2006 par la fédération de Saint-Marin de football, l'équipe de Saint-Marin a joué son premier match amical le 10 décembre 2010 (une défaite contre le Monténégro). Avant cette date, elle n'avait joué qu'un seul match en 1985 contre l'Italie. 
Ses débuts, en match officiel, ont lieu en Finlande contre Chypre, le 20 janvier 2011, lors de la qualification pour Championnat d'Europe de futsal 2012.
Le 1 février 2020, la Sérénissime réalise l'exploit en remportant son premier match officiel contre Andorre sur le score de deux buts à zéro lors du tour extra-préliminaire des Qualifications pour le Championnat d'Europe de futsal 2022 grâce aux buts de Mattioli et Moretti, Saint-Marin finit ainsi deuxième de son groupe derrière l'Albanie (défaite, 1-4) mais devant la Bulgarie (nul, 1-1) et se qualifie pour les barrages avant d'être éliminée par les Danois sur le score cumulé de 1-4.

## Staff technique
- Commissaire Technique : Luciano Mularoni
- Collaborateur Technique : Andrea Gasperoni
- Collaborateur Technique : Francesco Donnini
- Préparateur Sportif : Stefano Carlini
- Accompagnateur Fédéral : Alfiero Vagnini

## Résultats dans les compétitions internationales

### Coupe du monde de futsal FIFA
- 1989 - pas présents
- 1992 - pas présents
- 1996 - pas présents
- 2000 - pas présents
- 2004 - pas présents
- 2008 - pas présents
- 2012 - non qualifiés
- 2016 - non qualifiés

### Championnat de Futsal de l'UEFA
| Édition | Place         | J | V | N | P | Bp | Bc |
| ------- | ------------- | - | - | - | - | -- | -- |
| 1996    | pas présents  | - | - | - | - | -  | -  |
| 1999    | pas présents  | - | - | - | - | -  | -  |
| 2001    | pas présents  | - | - | - | - | -  | -  |
| 2003    | pas présents  | - | - | - | - | -  | -  |
| 2005    | pas présents  | - | - | - | - | -  | -  |
| 2007    | pas présents  | - | - | - | - | -  | -  |
| 2010    | pas présents  | - | - | - | - | -  | -  |
| 2012    | non qualifiés | - | - | - | - | -  | -  |
| 2014    | non qualifiés | - | - | - | - | -  | -  |
| 2016    | non qualifiés | - | - | - | - | -  |    |
| Totale  | 0/9           | - | - | - | - | -  | -  |